# Plecoptera mainty
Plecoptera mainty is een vlinder uit de familie spinneruilen (Erebidae). De wetenschappelijke naam is voor het eerst geldig gepubliceerd in 1972 door Viette.
De soort komt voor in tropisch Afrika.